# 13.ª etapa da Volta a Espanha de 2017
A 13.ª etapa da Volta a Espanha de 2017 teve lugar a 1 de setembro de 2017 entre Coín e Tomares sobre um percurso plano de 198,4 km.

## Classificação da etapa
| \| Classificação por etapas \| Classificação por etapas \| Classificação por etapas \| Classificação por etapas \| Classificação por etapas \| \| Ciclista \| Ciclista \| Equipe \| Tempo \| \| \| ------------------------ \| ------------------------ \| ------------------------ \| ------------------------ \| ------------------------ \| \| 1. \| Matteo Trentin \| Quick-Step Floors \| 4h25m13s \| \| \| 2. \| Gianni Moscon \| Team Sky \| + 0s \| \| \| 3. \| Søren Kragh Andersen \| Team Sunweb \| + 0s \| \| \| 4. \| Michaek Schwarzmann \| Bora-Hansgrohe \| + 0s \| \| \| 5. \| Tom Van Asbroeck \| Cannondale-Drapac \| + 0s \| \| \| 6. \| Vincenzo Nibali \| Bahrain-Merida \| + 0s \| \| \| 7. \| Chris Froome \| Team Sky \| + 0s \| \| \| 8. \| Wilco Kelderman \| Team Sunweb \| + 0s \| \| \| 9. \| Alberto Contador \| Trek-Segafredo \| + 0s \| \| \| 10. \| Nicolas Roche \| BMC Racing Team \| + 0s \| \| |                      |                   |          |
| |                      |                   |          |
| Fonte: ProCyclingStats |                      |                   |          |
| Classificação por etapas |                      |                   |          |
| Ciclista | Ciclista             | Equipe            | Tempo    |
| 1. | Matteo Trentin       | Quick-Step Floors | 4h25m13s |
| 2. | Gianni Moscon        | Team Sky          | + 0s     |
| 3. | Søren Kragh Andersen | Team Sunweb       | + 0s     |
| 4. | Michaek Schwarzmann  | Bora-Hansgrohe    | + 0s     |
| 5. | Tom Van Asbroeck     | Cannondale-Drapac | + 0s     |
| 6. | Vincenzo Nibali      | Bahrain-Merida    | + 0s     |
| 7. | Chris Froome         | Team Sky          | + 0s     |
| 8. | Wilco Kelderman      | Team Sunweb       | + 0s     |
| 9. | Alberto Contador     | Trek-Segafredo    | + 0s     |
| 10. | Nicolas Roche        | BMC Racing Team   | + 0s     |

## Classificações ao final da etapa

### Classificação geral
| \| Classificação geral \| Classificação geral \| Classificação geral \| Classificação geral \| Classificação geral \| \| Ciclista \| Ciclista \| Equipe \| Tempo \| \| \| ------------------- \| ------------------- \| ------------------- \| ------------------- \| ------------------- \| \| 1. \| Chris Froome \| Team Sky \| 53h48m06s \| \| \| 2. \| Vincenzo Nibali \| Bahrain-Merida \| + 59s \| \| \| 3. \| Esteban Chaves \| Orica-Scott \| + 2m13s \| \| \| 4. \| Wilco Kelderman \| Team Sunweb \| + 2m17s \| \| \| 5. \| David de la Cruz \| Quick-Step Floors \| + 2m23s \| \| \| 6. \| Ilnur Zakarin \| Katusha-Alpecin \| + 2m25s \| \| \| 7. \| Fabio Aru \| Astana \| + 2m37s \| \| \| 8. \| Michael Woods \| Cannondale-Drapac \| + 2m41s \| \| \| 9. \| Alberto Contador \| Trek-Segafredo \| + 3m13s \| \| \| 10. \| Miguel Ángel López \| Astana \| + 3m58s \| \| |                    |                   |           |
| |                    |                   |           |
| Fonte: ProCyclingStats |                    |                   |           |
| Classificação geral |                    |                   |           |
| Ciclista | Ciclista           | Equipe            | Tempo     |
| 1. | Chris Froome       | Team Sky          | 53h48m06s |
| 2. | Vincenzo Nibali    | Bahrain-Merida    | + 59s     |
| 3. | Esteban Chaves     | Orica-Scott       | + 2m13s   |
| 4. | Wilco Kelderman    | Team Sunweb       | + 2m17s   |
| 5. | David de la Cruz   | Quick-Step Floors | + 2m23s   |
| 6. | Ilnur Zakarin      | Katusha-Alpecin   | + 2m25s   |
| 7. | Fabio Aru          | Astana            | + 2m37s   |
| 8. | Michael Woods      | Cannondale-Drapac | + 2m41s   |
| 9. | Alberto Contador   | Trek-Segafredo    | + 3m13s   |
| 10. | Miguel Ángel López | Astana            | + 3m58s   |

### Classificação por pontos
| Classificação por pontos | Classificação por pontos | Classificação por pontos | Classificação por pontos | Classificação por pontos |
| Ciclista                 | Ciclista                 | Equipe                   | Pontos                   |                          |
| ------------------------ | ------------------------ | ------------------------ | ------------------------ | ------------------------ |
| 1.                       | Matteo Trentin           | Quick-Step Floors        | 103 pts                  |                          |
| 2.                       | Chris Froome             | Team Sky                 | 84 pts                   |                          |
| 3.                       | Vincenzo Nibali          | Bahrain-Merida           | 63 pts                   |                          |
| 4.                       | Paweł Poljański          | Bora-Hansgrohe           | 58 pts                   |                          |
| 5.                       | José Joaquín Rojas       | Movistar Team            | 57 pts                   |                          |
| 6.                       | Tomasz Marczyński        | Lotto-Soudal             | 54 pts                   |                          |
| 7.                       | Matej Mohorič            | UAE Team Emirates        | 47 pts                   |                          |
| 8.                       | Esteban Chaves           | Orica-Scott              | 40 pts                   |                          |
| 9.                       | Jan Polanc               | UAE Team Emirates        | 40 pts                   |                          |
| 10.                      | Tom Van Asbroeck         | Cannondale-Drapac        | 37 pts                   |                          |

### Classificação por equipas
| Classificação por equipes | Classificação por equipes | Classificação por equipes | Classificação por equipes |
| Equipe                    | Equipe                    | Tempo                     |                           |
| ------------------------- | ------------------------- | ------------------------- | ------------------------- |
| 1.                        | Astana                    | 160h55m30s                |                           |
| 2.                        | Movistar Team             | + 17s                     |                           |
| 3.                        | Sky                       | + 6m44s                   |                           |
| 4.                        | UAE Team Emirates         | + 14m18s                  |                           |
| 5.                        | Orica-Scott               | + 37m22s                  |                           |
| 6.                        | Caja Rural-Seguros RGA    | + 38m58s                  |                           |
| 7.                        | Team Sunweb               | + 51m08s                  |                           |
| 8.                        | Lotto NL-Jumbo            | + 56m28s                  |                           |
| 9.                        | Bahrain-Merida            | + 1h00m08s                |                           |
| 10.                       | BMC Racing Team           | + 1h00m39s                |                           |